# DVD-RW
Pour un article plus général, voir DVD.
 (octobre 2024).
Si vous disposez d'ouvrages ou d'articles de référence ou si vous connaissez des sites web de qualité traitant du thème abordé ici, merci de compléter l'article en donnant les références utiles à sa vérifiabilité et en les liant à la section « Notes et références ».

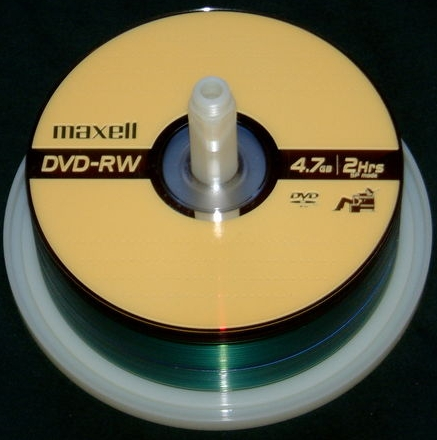
Un DVD-RW.

Le DVD-RW est un disque optique réenregistrable (ou réinscriptible) avec la même capacité de stockage qu'un DVD-R (DVD enregistrable), typiquement 4,7 GB. 

## Historique
Le format DVD-RW a été créé par Pioneer en novembre 1999 et a été approuvé par le DVD Forum.

## Description
Selon Pioneer, les disques DVD-RW peuvent être réenregistrés successivement environ 1 000 fois avant de devoir être remplacés. Contrairement aux DVD-RAM, il est lisible dans environ 75 % des lecteurs DVD classiques. Le Mini DVD-RW contient 1,46 Go et mesure 8 cm de diamètre.
La couche d'enregistrement du DVD enregistrable est un colorant organique photosensible. Dans le cas du DVD réenregistrable, comme le DVD-RW, il s'agit plutôt d'un alliage métallique spécial, le plus courant étant le GeSbTe (en). Cet alliage de germanium, d'antimoine et de tellure peut être activé et demeurer dans sa phase amorphe ou cristalline en fonction de la puissance du faisceau laser qui le frappe. La différence de résistivité entre les deux phases (amorphe : 0) et (cristalline : 1) est interprétée en binaire. Puisque les phases sont réversibles, il est possible de chauffer à nouveau la couche d'alliage pour écrire, effacer et réécrire des données.

## Utilisation
Les disques DVD-RW sont couramment utilisés pour les sauvegardes ou des collections de fichiers. Ils sont également de plus en plus utilisés pour les enregistrements vidéo[Passage à actualiser]. Le principal avantage du DVD-RW sur le DVD-R est sa capacité à être effacé et réécrit. Ainsi, s'il y a des erreurs d'écriture lors de l'enregistrement des données, le disque n'est pas perdu et peut à nouveau stocker des données après effacement des données erronées.

## Double couche
Un DVD réinscriptible double couche (DVD+RW DL) d'une capacité de 8,5 Go a été approuvé par le DVD Forum. Toutefois, le soutien de fabrication pour les disques double couche réenregistrable ne s'est pas concrétisé en raison des coûts et de la concurrence de nouveaux et meilleurs formats, comme le Blu-Ray.

## Lecteurs
Un format réenregistrable concurrent est le DVD+RW. Les lecteurs hybrides qui peuvent gérer les deux à la fois (souvent étiquetés DVD±RW) sont très populaires en raison de l'absence d'une norme unique pour les DVD enregistrables.

## Abréviations
Toutes ces abréviations proviennent de termes anglophones :
- DVD : « Digital Versatile Disc » signifiant « Disque numérique polyvalent »
- RW : « ReWritable » signifiant « réinscriptible » ou « réenregistrable »
- DL : « Dual Layer » signifiant « double couche »

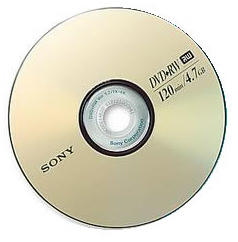